# Ajnala
Ajnala é uma vila e uma nagar panchayat no distrito de Amritsar, no estado indiano de Punjab.

## Geografia
Ajnala está localizada a 31° 50′ N, 74° 46′ L. Tem uma altitude média de 213 metros (698 pés).

## Demografia
Segundo o censo de 2001, Ajnala tinha uma população de 18,602 habitantes. Os indivíduos do sexo masculino constituem 55% da população e os do sexo feminino 45%. Ajnala tem uma taxa de literacia de 68%, superior à média nacional de 59.5%; com 58% para o sexo masculino e 42% para o sexo feminino. 12% da população está abaixo dos 6 anos de idade.